# Santos Michelena
José de los Santos de Michelena y Rojas Queipo (Maracay, Provincia de Caracas, 1 de noviembre de 1797 - Caracas, 12 de marzo de 1848) fue un político y diplomático venezolano, seguidor de la doctrina de José Antonio Páez, fue Secretario de Estado de Hacienda y Relaciones Exteriores durante la primera presidencia de Páez y vicepresidente durante la segunda, además de presidente provisional.
Como diplomático, una de sus actuaciones más importantes fue el ser el representante de Venezuela en el tratado fronterizo (también de alianza y comercio) entre Venezuela y Colombia, conocido como Tratado Michelena-Pombo que fue firmado en 1833. Santos Michelena se preocupó mucho por la educación comercial en Venezuela.

## Biografía

### Primeros años e inicios en el gobierno
Fueron sus padres el español Santiago José Michelena y María Teresa Rojas Queipo y Natera. Con dieciséis años se incorporó como soldado a la causa emancipadora, pero herido en combate, se retiró a Valencia para recuperarse de las lesiones sufridas. Hecho prisionero se le traslada a Coro, donde considerando su edad, se le deja en libertad a condición de que abandonara el país. Entre 1813 y 1819 residió en Filadelfia (Estados Unidos), tiempo que aprovecha para completar su formación en derecho, economía y comercio. Posteriormente se traslada a La Habana, donde se incorporó como empleado a una casa de comercio. En 1821 regresa a Venezuela y se radica en La Guaira, población en la cual ejerce el cargo de síndico procurador, servicio al cual se dedicaba en 1824, cuando fue elegido representante por la provincia de Caracas ante el Congreso de la Gran Colombia. Residenciado en Bogotá hasta 1826, fecha en que cesaron sus responsabilidades parlamentarias, concursó y ganó el cargo de cónsul y agente fiscal de la Gran Colombia en Londres.
En 1828 regresó a Caracas, y posteriormente fue nombrado oficial mayor de Hacienda y Relaciones Exteriores. En mayo de 1830 fue seleccionado para integrar el primer gabinete ministerial de José Antonio Páez como secretario de Estado en Hacienda y Relaciones Exteriores, encargándose de la organización de la Nueva Hacienda Pública Nacional en un país devastado por la guerra de independencia. El 10 de abril de 1834 fue aprobada por el Congreso de la República la Ley de Libertad de Contratos de siete artículos, que consagró «el derecho de los particulares a pactar libremente entre sí el remate de los bienes del deudor», como forma de pago de las acreencias. Ello excluyó al Estado de toda injerencia en la actividad mercantil, e impidió el resguardo de interés público en casos de exceso por los prestamistas.

### Tratado Michelena-Pombo

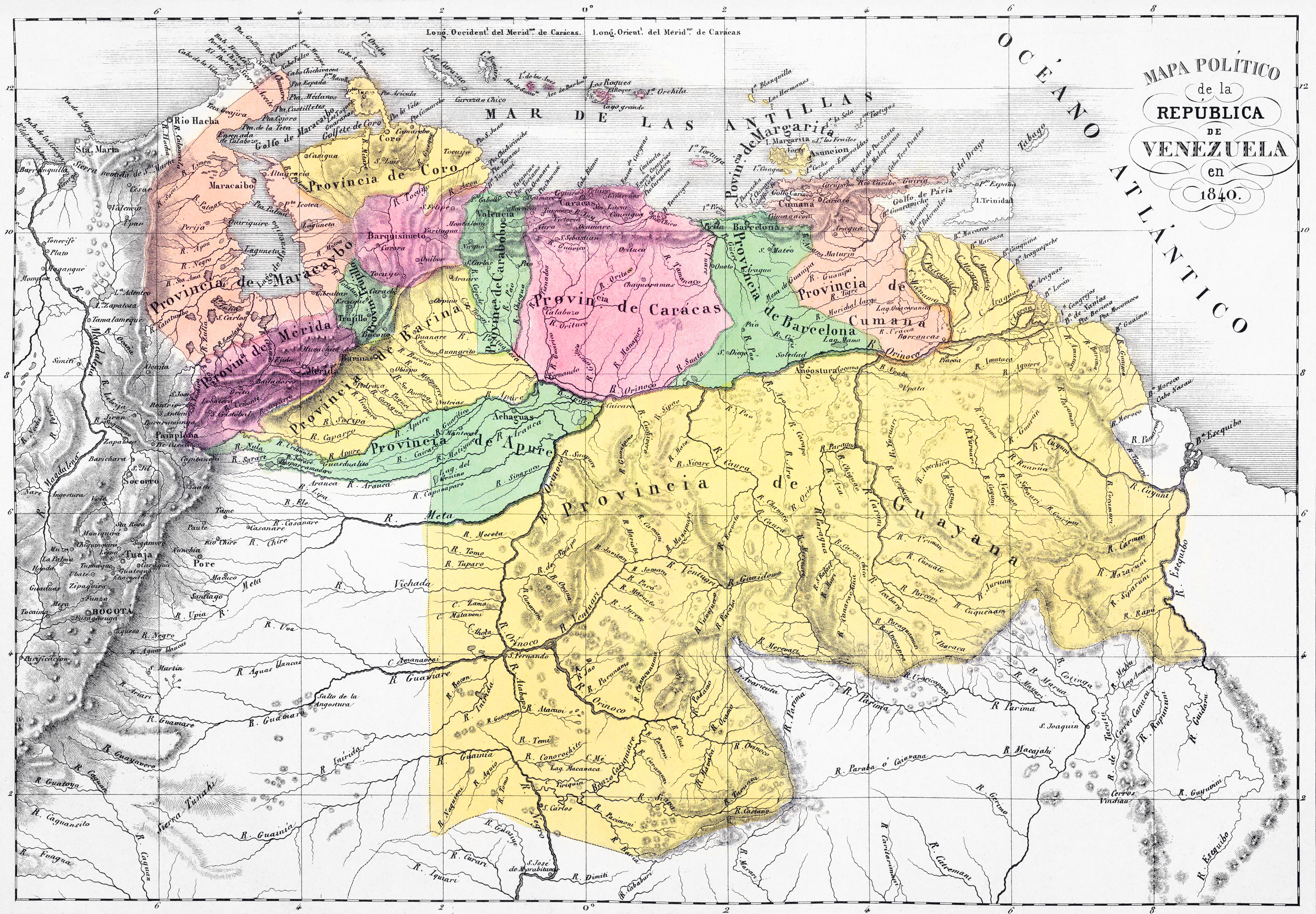
Fronteras del Estado de Venezuela en 1840, según lo acordado en el tratado

El 6 de mayo de 1833, el presidente Páez lo designó enviado especial y ministro plenipotenciario ante los gobiernos de Nueva Granada y Ecuador con el fin de proceder al arreglo definitivo de los asuntos correspondientes al pago de la deuda pública exterior de los Estados que habían integrado la Gran Colombia. En este mismo cargo, negoció con la Nueva Granada la concertación de un Tratado de Amistad, Alianza, Comercio, Navegación y Límites.
El 23 de diciembre de 1834, se llegó a un acuerdo entre los países integrantes de la Gran Colombia (Colombia, Ecuador y Venezuela), mediante el cual se distribuían los compromisos de la deuda pendientes en cantidades proporcionales a la población estimada de cada una de las naciones involucradas. En relación con las negociaciones con la Nueva Granada, las mismas fueron discutidas el 14 de diciembre de 1833 entre Michelena y Lino de Pombo, encontrándose una fórmula de equilibrio por medio de lo que se denominó el Tratado Michelena-Pombo, cuyos términos debían ser propuestos a los gobiernos respectivos para su ratificación. Luego de ser sometido a consideración por parte del Poder Legislativo venezolano, el 10 de febrero de 1834, el tratado fue remitido con observaciones del Senado a la Cámara de Representantes y esta, en resolución fechada el 7 de abril de 1835, se pronunció en contra de la mayor parte de su contenido.

### Carrera posterior
De nuevo en Venezuela, Michelena fue nombrado de nuevo secretario de Estado en los despachos de Hacienda y Relaciones Exteriores. Se desempeñaba en este cargo, cuando se produjo la Revolución de las Reformas y el posterior derrocamiento de José María Vargas. 
Derrotada la revolución por el general Páez, este se comprometió a mantener en sus grados militares a José Tadeo Monagas y los demás jefes y oficiales que habían participado en dicha sublevación. Sometido el asunto a discusión por parte del Consejo de Gobierno y el gabinete, Santos Michelena se opuso al indulto a los insurgentes, lo cual no obstante, fue aprobada por la mayoría; lo cual produjo su renuncia a la Secretaría del Estado, el 19 de noviembre de 1835, retirándose a la vida privada. Sin embargo, a comienzos de 1836, aceptó ser ministro plenipotenciario de Venezuela encargado en Estados Unidos de afinar los detalles del Tratado de Amistad, Comercio y Navegación suscritos con ese país. Al regresar a Caracas, a fines del mismo año, convino en ocupar el cargo de alcalde segundo de la ciudad, al que renunció para retirarse a un fundo agrícola de su propiedad en Maracay.
En 1837, el vicepresidente Andrés Narvarte, encargado del Poder Ejecutivo, lo llamó para que desempeñara de nuevo la Secretaría de Estado de Hacienda y Relaciones Exteriores, cargo que aceptó. En mayo del mismo año, renunció a la Secretaría de Estado para aceptar el nombramiento de enviado especial y ministro plenipotenciario de Venezuela ante la Nueva Granada, misión que cumplió hasta principios de 1840 cuando regresó al país para presentarse como aspirante a la vicepresidencia de la República. En junio de 1840, fue elegido consejero de Estado, cargo que desempeñó paralelamente a la vicepresidencia de la República. En 1841 se aprueba la Ley de Espera y Quita, que establece el plazo opcional, como primer intento de limitación de los términos de la Ley de Libertad de Contratos de 1834. Para 1844 fue postulado para la Presidencia de la República, en competencia con Diego Bautista Urbaneja y Carlos Soublette, en el cual resultó elegido este último.

### Presidencia provisional (enero de 1843)
El 20 de enero de 1843, de conformidad con el precepto de la Constitución de 1830, terminó el período presidencial de José Antonio Páez (01-02-1839/20-01-1843) y quedó encargado del Poder Ejecutivo el vicepresidente Santos Michelena. El 26 de enero de 1843 se reunió el Congreso, y realizó el escrutinio de las elecciones para Presidente de la República de Venezuela. Carlos Soublette, candidato «hegemón todopoderoso de José Antonio Páez», obtuvo más de las dos terceras partes de los votos de los Consejos electorales, frente a Diego Bautista Urbaneja y Santos Michelena, también candidatos conservadores.

### Últimos años y asesinato
En 1845, fue nombrado nuevamente como enviado especial y ministro plenipotenciario ante las Cortes de Gran Bretaña, Francia y España y encargado de canjear en Madrid las ratificaciones del Tratado de Reconocimiento, Paz y Amistad entre Venezuela y España. Renunció a esta misión antes de empezar a cumplirla, al considerar el carácter itinerante del compromiso. Fue candidato a las elecciones presidenciales de Venezuela de 1846. 
Luego de esto, se dedicó de nuevo a sus intereses privados hasta 1848, cuando fue elegido representante por la provincia de Caracas ante el Congreso Nacional. Recibió una herida de arma blanca en el asalto perpetrado contra este órgano el 24 de enero de 1848. Falleció el 12 de marzo consecuencia de las lesiones que sufrió.

## Honores
- En el estado Aragua se fundó en su honor el Municipio Santos Michelena.
- En el estado Táchira se nombró con el nombre de Michelena en 1850 una población Fundada al Norte de Lobatera.
- Complejo Cultural Santos Michelena
- Parque Santos Michelena